# Iłowaj-Dmitrijewskoje
Iłowaj-Dmitrijewskoje (ros. Иловай-Дмитриевское) – wieś (sieło) w Rosji, w obwodzie tambowskim, w rejonie pierwomajskim. W 2010 liczyła 1603 mieszkańców.